# Stendorfer See
De Stendorfer See is een meer in de gemeente Kasseedorf in het district Ostholstein van de Duitse deelstaat Sleeswijk-Holstein.
Het wordt omgeven door het heuvelig morenenlandschap van de Holsteinische Schweiz.
Het meer is 1500 m lang en maximaal 700 m breed, en heeft een oppervlakte van 54 ha.
Het ligt op 32,6 m boven de zeespiegel en is maximaal 8 m diep, dit nabij de noordoostelijke oever.
De Schwentine stroomt er van oost naar west doorheen. Ook het water van enkele kleinere meren en vijvers stroomt naar dit meer.
De Stendorfer See wordt vrijwel uitsluitend voor het hengelen gebruikt.
Er wordt paling, snoek, baars zeelt, karper en kwabaal gevangen.